# Friedrich von Ahlefeldt (Gutsherr, 1623)

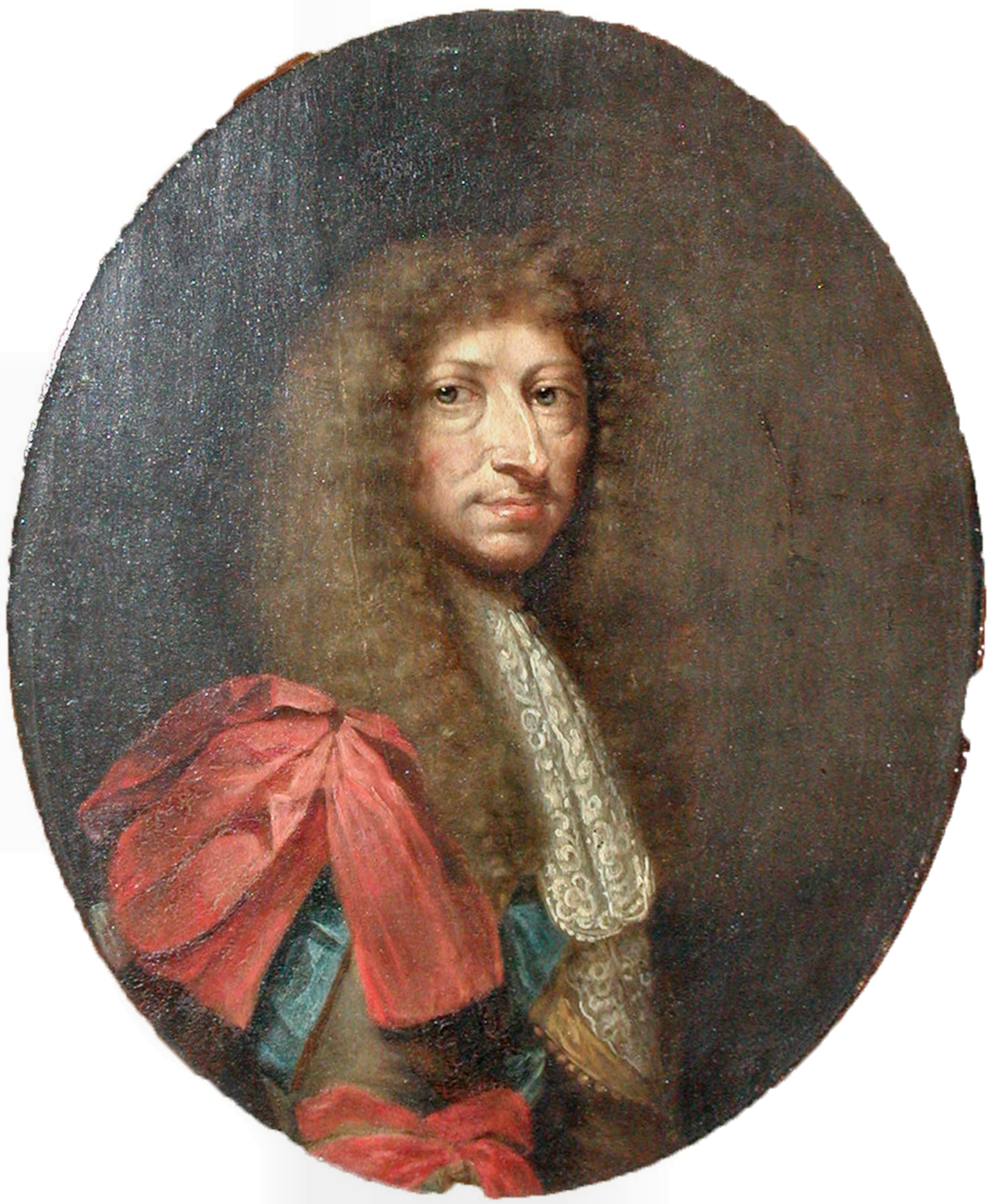
Friedrich von Ahlefeldt (1623–1686)

Friedrich von Ahlefeldt (* 1623 in Søgård; † 7. Juli 1686 in Kopenhagen) war dänischer Lehnsgraf von Langeland und Politiker in dänischen Diensten.

## Leben
Friedrich von Ahlefeldt aus der Gravensteiner (dänisch: Gråsten) Linie des holsteinischen Adelsgeschlechts Ahlefeldt stand, vermittelt durch seinen Schwiegervater Reichsgraf Christian zu Rantzau seit 1657 als Diplomat in dänischem Dienst. 1663 wurde er als dessen Nachfolger Statthalter der Herzogtümer Schleswig und Holstein und erhielt im selben Jahr den Elefanten-Orden. Daneben war er Amtmann zu Steinburg und Gouverneur in Süderdithmarschen. Seit dem 30. Oktober 1665 besaß er eine Pfründe als Domherr zu Lübeck.

### Das Wiener Grafendiplom von 1665
Am 14. Dezember 1665 wurde er in Wien von Kaiser Leopold I. in den Grafenstand erhoben. Für den angeblichen Zusatz im Diplom, er möge sich ein reichsständisches Territorium besorgen, konnte bislang keine Quelle gefunden werden. Festzustellen ist, dass 1665 das Wiener Kaisertum längst nicht mehr das Recht hatte, wirkliche Reichsgrafen  mit Reichstandschaft zu ernennen (ebenso wenig wie Ritter der Reichsritterschaft). Dass Friedrich von Ahlefeldt an so vielen Stellen als Reichsgraf bezeichnet wird, mag auch daran liegen, dass dänische Quellen ihn „rigsgreve“ nennen, womit sie aber „Graf des Hl. Römischen Reichs“, im Gegensatz zu den dänischen, 1671 eingeführten Lehnsgrafen meinen.
Versehen mit einem Wiener Grafendiplom – im gesamten HRR geltend – war es jedem dieser immer noch niederadligen Grafen möglich, die Standeserhöhung zum Reichsstand der (fürstengleichen) Reichsgrafen anzustreben. Dazu waren mehrere Schritte erforderlich: selbstverständlich musste der Aspirant über ein reichsunmittelbares Territorium verfügen. Dieses musste aber auch reichsständische Qualität haben und von reichsständischer Größe sein, über eine Kanzlei oder einen Regierungsapparat verfügen und  neben der Blutsgerichtsbarkeit mit bestimmten Regalien versehen sein: Zollrechte / Bergregal etc.
Ahlefeldt konnte ein solches Kleinterritorium nur außerhalb von Dänemark finden, das kein Teil des Heiligen Römischen Reichs war und somit auch kein Reichsterritorium bieten konnte. Im Herzogtum Holstein gelang ihm dies nicht. Dass er dann 1669 von Graf Ludwig Eberhard von Leiningen-Westerburg-Rixingen (1624–1688), Präsident des Reichskammergerichtes in Speyer, käuflich die winzige aber immerhin reichsunmittelbare Herrschaft Rixingen (Réchicourt) im Bistum Metz erwarb, die gelegentlich falsch als Grafschaft bezeichnet wird, da die Leininger Grafen waren,  wird seiner Unkenntnis zuzuschreiben sein, da ja weder Rixingen noch die Freiherrschaft  Mörsberg (Morimont), im Ober-Elsass, die er zusätzlich erwarb, auch nicht gemeinsam die oben beschriebene reichsständische Qualität aufwiesen. Ob er bei dem nächstgelegenen Reichskreis jemals formgerecht oder überhaupt um Admission gebeten hat, ist bislang nicht urkundlich belegbar.
Vielleicht spielt für die Aussichtslosigkeit von Ahlefeldts Bemühungen auch eine Rolle, dass Rixingen nach 1661, als es noch auf Reichsgebiet lag, ab 1662 – 1871 zum französischen Königreich gehörte.
Jedenfalls wurden beide Herrschaften 1703 von seinem einzigen Sohn aus der zweiten Ehe und Nachfolger in Rixingen und Mörsberg, Carl von Ahlefeldt (1670–1722), an den Schwager, Graf Friedrich Ludwig von Nassau zu Ottweiler, verkauft. Dieser hatte 1680 Friedrichs Tochter erster Ehe, „Komtesse“ Christina von Ahlefeldt (1659–1695) geheiratet. Dass diese in dänischen Quellen „Komtesse“ betitelt wird, dürfte ein Indiz dafür sein, dass ihrem Vater  der Wiener Grafentitel nicht „ad personam“ verliehen wurde. Der Titel „Komtesse“ stand ihr als Tochter eines dänischen Lehnsgrafen zu.

### In dänischen Diensten
Unter dem dänischen König Christian V. war Ahlefeldt Geheimer Etats- und Landrat und 1676–1686 königlicher Grosskanzler (dän. „Storkansler“). Zusammen mit Detlev von Ahlefeldt war Ahlefeldt Gesandter am Berliner Hofe und schloss dort eine Offensiv-Allianz mit dem Kurfürstentum Brandenburg gegen Schweden ab. Am 20. Juni 1672 wurde er dänischer Lehnsgraf von Langeland. Dort hatte seine Frau Margrethe Dorothea von Rantzau 1663 das Schloss Tranekær in Tranekær Sogn geerbt, das bis heute im Besitz der Grafen Ahlefeldt-Laurvig ist.
Er war Träger des Dannebrogordens und Ritter des Elefanten-Ordens. 1676 gehörten er zu denen, die Peder Schumacher, 1673 Lehnsgraf von Griffenfeld, stürzten, den langjährigen Berater von König Christian V.

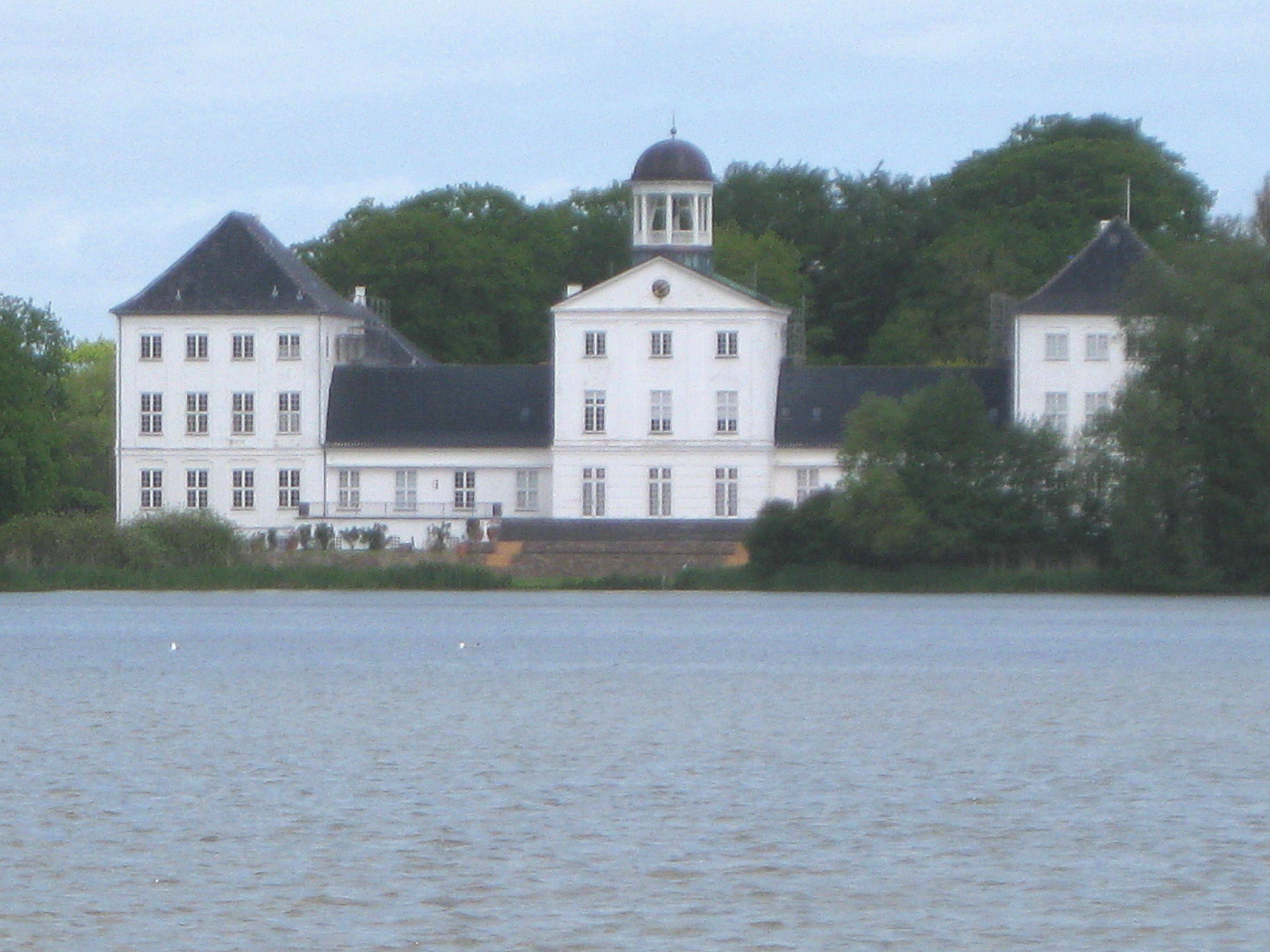
Schloss Gravenstein, Nordschleswig
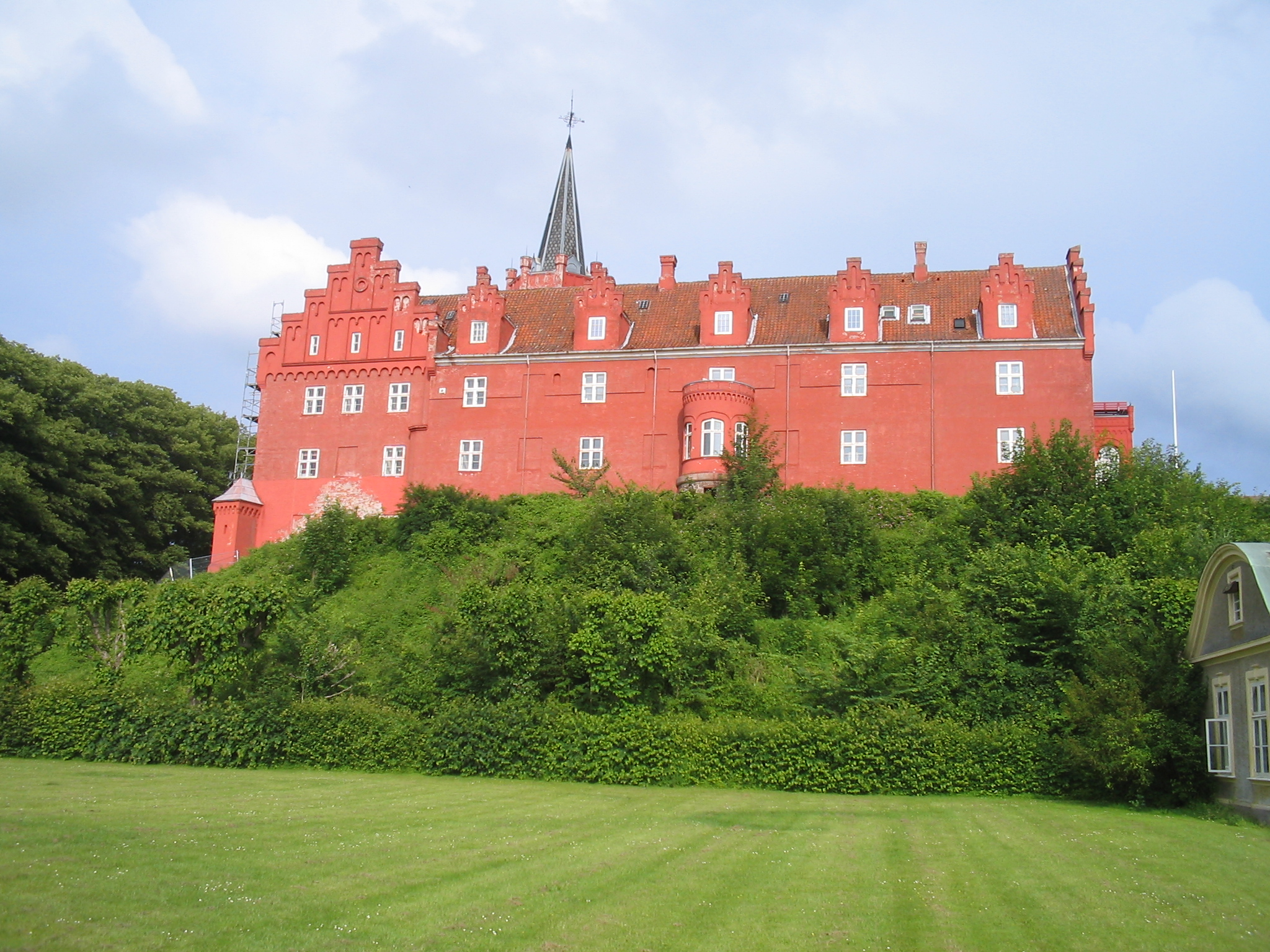
Schloss Tranekær, Langeland (Dänemark)
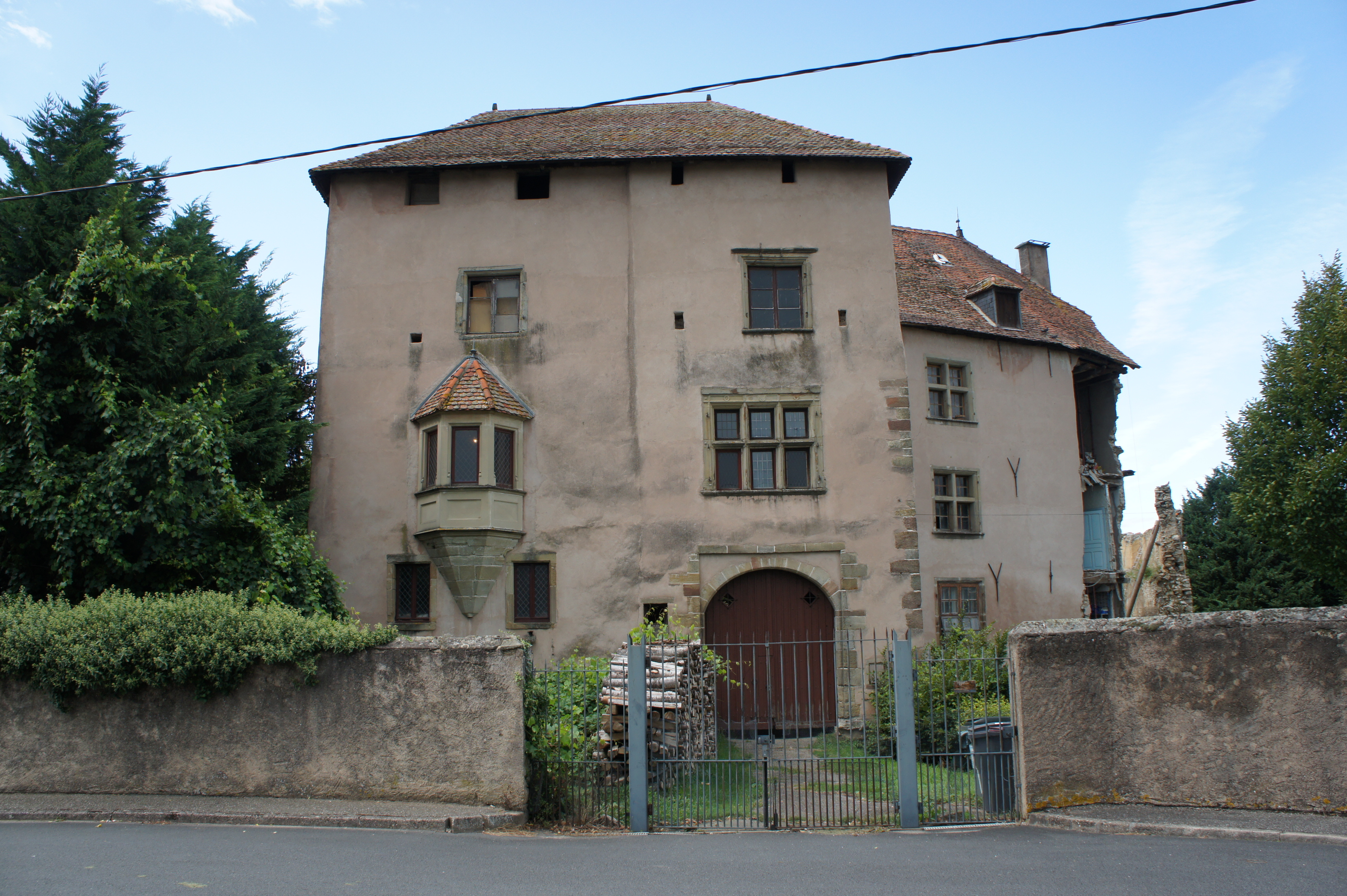
Rixingen (Réchicourt), Lothringen
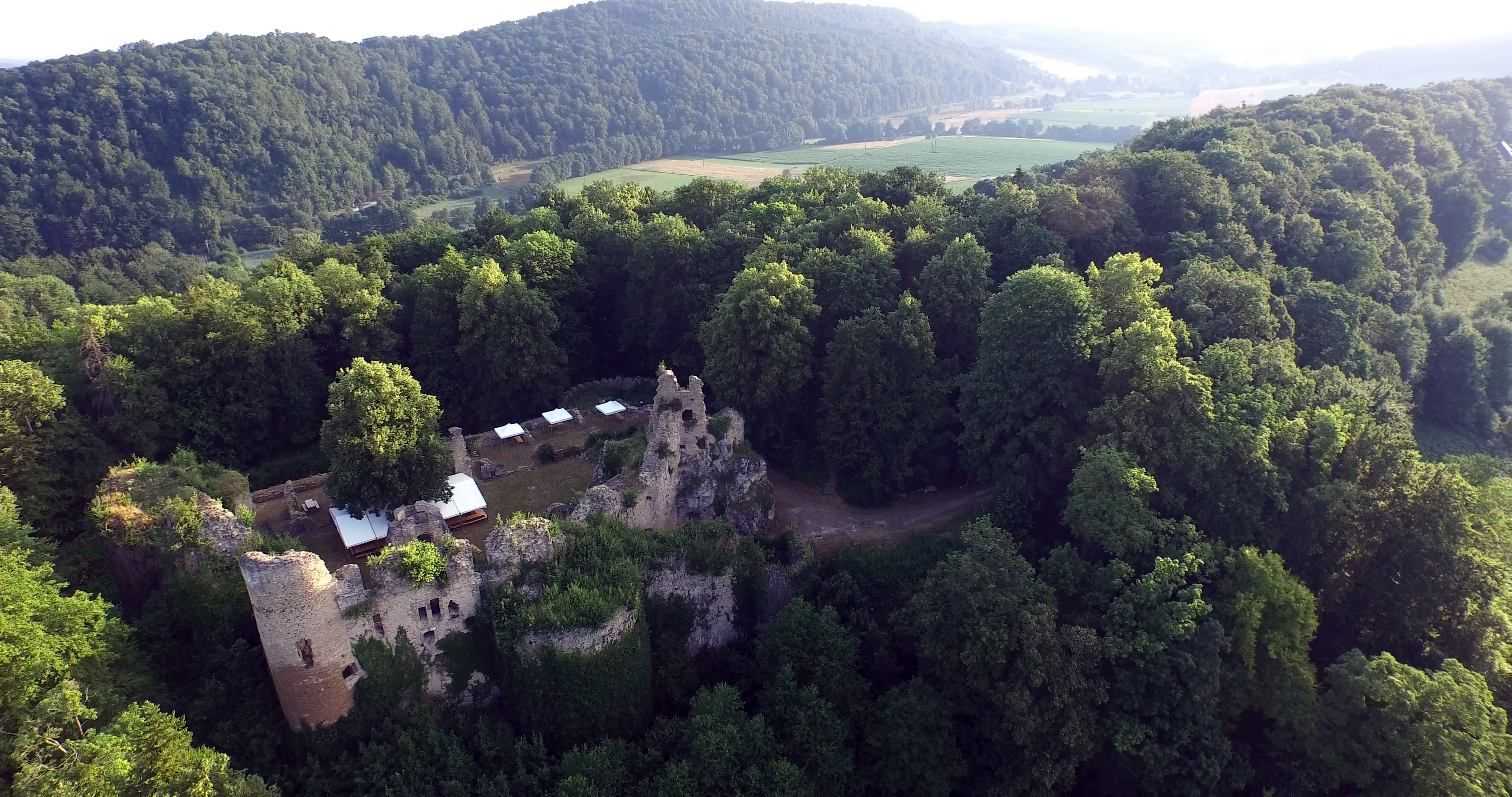
Ruine der Burg Mörsberg, Elsass

## Familie
Friedrich von Ahlefeldt war seit 1656 in erster Ehe mit Margarethe Dorothea Gräfin zu Rantzau (* 28. Februar 1643; † 22. Oktober 1665), der Tochter von Reichsgraf Christian zu Rantzau verheiratet. Das Paar hatte folgende Kinder:
- Christiane (* 11. April 1659; † 2. Februar 1695) ⚭ Friedrich Ludwig von Nassau-Ottweiler (* 3.jul. / 13. November 1651greg.; † 25. Mai 1728)
- Dorothea Friederike (* 1661; † 1698) ⚭ Johann Friedrich von Leiningen-Dagsburg-Hardenburg (* 18. März 1661; † 9. Februar 1722)
- Friedrich (* 21. April 1662; † 10. Juni 1708)

⚭ 1687 Christiane Gyldenløve (* 7. Juli 1672; † 12. September 1689)
⚭ 1695 Armgard Margareta Reventlow (* 17. August 1678; † 7. Januar 1709)
In zweiter Ehe heiratete er Marie Elisabeth von Leiningen-Dagsburg-Hardenburg (* 10. März 1648; † 13. April 1724). Aus dieser Ehe stammten folgende Kinder:
- Carl (* 25. April 1670; † 7. September 1722) ⚭ Ulrike Antoinette von Danneskiold-Laurvig (1686–1755)[3]
- Charlotte Sibylle (* 31. August 1672; † 17. Februar 1726) ⚭ Georg Ludwig zu Solms-Rödelheim (* 28. September 1664; † 5. Dezember 1716)
- Sophie Amalie (* 12. Juni 1675; † 24. Februar 1741) ⚭ Friedrich Wilhelm von Augustenburg (1668–1714)